# Cihelna (Pardubice)
Cihelna (něm. Ziegelschlag) je část krajského města Pardubice. Nachází se na severu Pardubic. V roce 2009 zde bylo evidováno 156 adres. V roce 2001 zde trvale žilo 2432 obyvatel.
Část obce Cihelna, spadá do městského obvodu Pardubice II. Cihelna leží v katastrálním území Pardubice o výměře 19,37 km2.
Část obce Cihelna se skládá ze čtyřech základních sídelních jednotek (ZSJ): Pardubice-sever, Cihelna, Nová Cihelna a Na slepých ramenech. Větší zástavbu v části Cihelna tvoří malé sídliště z konce 80. let – sídliště Pardubice-Sever.

## Historie

### Od osady k části města Pardubice
Cihelna byla původně malá osada pro sedláky, která vznikla v místě panské cihelny postavené na příkaz Jana z Pernštejna po požáru Pardubic v roce 1538. Cihelna měla dodat stavební materiál na obnovu zničeného města.
Na cihelně stála také kaple sv. Josefa, která zde již nestojí, ale do dnes jsou po ní pojmenovány některé místní názvy jako např. ulice U Josefa.
V roce 1494 dostává Vilém z Pernštejna královské povolení ke stavbě mostu. V roce 1793 se přestavuje na most s kamennými pilíři a následně je stržen povodní v roce 1803. V roce 1882 je most přestavěn na železnou konstrukci a v roce 1947 železničním vojskem na dvouproudovou komunikaci. Most byl nakonec zrušen po postavení zdymadla v roce 1971.
Kolem roku 1830 se odhaduje počet obyvatel na 100 až 150. Později vzniklá osada byla součástí obce Staré Hradiště, od roku 1957 do roku 1960 samostatná obec a od roku 1960 část města Pardubice.

### Sídliště
Sídliště Pardubice-sever (původně navrhovaný název byl „Sídliště Antonína Zápotockého“) bylo postaveno v roce 1988 na návrh architekta Drimla.
Stavba započala Pozemními stavbami Pardubice v lednu 1987 s odhadovanými investičními náklady 198 milionu tehdejších korun. V projektu se počítalo se 764 bytovými jednotkami a výstavbou školy (postavena v roce 1991). Ke stavbě sídliště se použila panelová konstrukční soustava T06B.
V roce 1992 zde byla postavena samoobsluha s restaurací, která měla vyřešit špatný stav vybavenosti sídliště, které původně nebylo napojené ani na systém městské hromadné dopravy. Počítalo se s tím, že obyvatelé budou chodit na zastávku Bělehradskou (vzdálenou zhruba 700 metrů).
| Rok            | 1869 | 1880 | 1890 | 1900 | 1910 | 1921 | 1930 | 1950 | 1961 | 1970 | 1980 | 1991 | 2001 | 2011 |
| -------------- | ---- | ---- | ---- | ---- | ---- | ---- | ---- | ---- | ---- | ---- | ---- | ---- | ---- | ---- |
| Počet obyvatel | 179  | 199  | 208  | 253  | 280  | 317  | 334  | 276  | 310  | 295  | 243  | 1496 | 2432 | 2179 |